# Filice
Filice (niem. Fylitz) – wieś w Polsce położona w województwie warmińsko-mazurskim, w powiecie działdowskim, w gminie Działdowo.
Do 1954 roku istniała gmina Filice. W latach 1975–1998 miejscowość administracyjnie należała do województwa ciechanowskiego.